# Operazione sottoveste (serie televisiva)
Operazione sottoveste (Operation Petticoat) è una serie televisiva statunitense in 32 episodi andati in onda per la prima volta nel corso di due stagioni dal 1977 al 1979 sull'emittente televisiva ABC. La serie si basa sul film omonimo del 1959. Ai 32 episodi va aggiunto un episodio pilota della durata di 120 minuti trasmesso nel 1977. In Italia la serie è stata trasmessa su Rai 1.
La maggior parte del cast fu sostituita per la seconda stagione, questo portò ad un sensibile calo degli ascolti e alla successiva cancellazione dopo soli 10 episodi. Tony Curtis, protagonista del film nel 1959 nel ruolo del tenente Nicholas Holden, è il padre dell'attrice Jamie Lee, che nella serie ispirata al film interpreta il tenente Barbara Duran.

## Trama
La serie è incentrata sui rapporti tra i membri dell'equipaggio (maschile e femminile) del sottomarino militare Sea Tiger, "la tigre dei mari", nel corso della seconda guerra mondiale.

## Episodi
| Stagione         | Episodi    | Prima TV USA | Prima TV Italia |
| ---------------- | ---------- | ------------ | --------------- |
| Prima stagione   | Pilot + 22 | 1977-1978    |                 |
| Seconda stagione | 10         | 1978-1979    |                 |

## Personaggi e interpreti
- Tenente Dolores Crandall (33 episodi, 1977-1979), interpretata da Melinda Naud.
- Marinaio Broom (33 episodi, 1977-1979), interpretato da Jim Varney.
- Yeoman Hunkle (32 episodi, 1977-1979), interpretato da Richard Brestoff.
- Comandante Matthew Sherman (23 episodi, 1977-1978), interpretato da John Astin.
- Tenente Nick Holden (23 episodi, 1977-1978), interpretato da Richard Gilliland.
- Maggiore Edna Howard (23 episodi, 1977-1978), interpretata da Yvonne Wilder.
- Tenente Barbara Duran (23 episodi, 1977-1978), interpretata da Jamie Lee Curtis.
- Tenente Ruth Colfax (23 episodi, 1977-1978), interpretata da Dorrie Thomson.
- Tenente Claire Reid (23 episodi, 1977-1978), interpretata da Bond Gideon.
- Guardiamarina Stovall (23 episodi, 1977-1978), interpretato da Christopher J. Brown.
- Seaman Dooley (23 episodi, 1977-1978), interpretato da Kraig Cassity.
- Capitano Herbert Molumphrey (23 episodi, 1977-1978), interpretato da Wayne Long.
- Mate Williams (23 episodi, 1977-1978), interpretato da Richard Marion.
- Gossett (23 episodi, 1977-1978), interpretato da Michael Mazes.
- Capitano macchinista Mate Tostin (23 episodi, 1977-1978), interpretato da Jack Murdock.
- Ramon Gallardo (23 episodi, 1977-1978), interpretato da Jesse Dizon.
- Marinaio Horwich (23 episodi, 1977-1978), interpretato da Peter Schuck.
- Tenente Watson (23 episodi, 1977-1978), interpretato da Raymond Singer.